# Серые сады (фильм, 1975)
«Серые сады» (англ. Grey Gardens) — независимый американский документальный фильм 1975 года, снятый Альбертом и Дэвидом Мэйслесами совместно с Эллен Ховде и Маффи Майер. В 2010 году по решению Библиотеки Конгресса картина была включена в Национальный реестр фильмов, как «исторически значимая».

## Сюжет
Фильм «Серые сады» повествует о жизни Эдит Бувье Бил (англ.) — двоюродной сестре Жаклин Кеннеди, — в молодости принадлежавшей к нью-йоркскому светскому обществу, артистке и манекенщице, в старости — затворнице, проживающей совместно с матерью в полуразрушенном особняке «Серые сады».

## Прокат
Премьера фильма состоялась 27 сентября 1975 года на Нью-Йоркском кинофестивале, где картина получила нейтральные отзывы критиков. 19 февраля того же года он вышел в ограниченный прокат в Соединенных штатах, после чего на несколько десятилетий был забыт, несмотря на его демонстрацию на нескольких кинофестивалях.
Кинопроизведение неоднократно упоминалось на телевидении, а также переосмысливалось и адаптировалось. Наиболее известна широкому кругу зрителей адаптация канала Home Box Office 2009 года — «Серые сады» с Джессикой Лэнг и Дрю Бэрримор в главных ролях.